# Andropromachus bicolor
Andropromachus bicolor är en insektsart som först beskrevs av Kirby 1904.  Andropromachus bicolor ingår i släktet Andropromachus och familjen Phasmatidae. Inga underarter finns listade i Catalogue of Life.